# Theta Sagittarii
La désignation de Bayer Theta Sagittarii (θ Sagittarii) est partagée par deux étoiles de la constellation du Sagittaire :
- θ1 Sagittarii
- θ2 Sagittarii

La paire est séparée de 0,58° sur le ciel.